# بيرشيرون
بيرشيرون (بالإنجليزية: Percheron)‏ هو سلالة من خيول الجر نشأت في وادي نهر هويسن (Huisne) في غرب فرنسا، وهي جزء من مقاطعة بيرش السابقة التي أخذت منها السلالة اسمها. عادة ما تكون رمادية أو سوداء اللون، وتكون عضلات البيرشيرون جيدة ومعروفة بذكائها واستعدادها للعمل. على الرغم من أن أصولها الدقيقة غير معروفة، إلا أن أسلاف السلالة كانت موجودة في الوادي بحلول القرن السابع عشر. تم تربيتها في الأصل لاستخدامها كخيول حرب. بمرور الوقت، بدأ استخدامها لسحب العربات الحربية ولاحقًا للزراعة ونقل البضائع الثقيلة. في أواخر القرن الثامن عشر وأوائل القرن التاسع عشر، تمت إضافة الدم العربي إلى السلالة. ارتفعت صادرات البيرشيرون من فرنسا إلى الولايات المتحدة ودول أخرى بشكل كبير في أواخر القرن التاسع عشر، وتم إنشاء أول سجل لسلالات البيرشيرون في فرنسا عام 1883.
قبل الحرب العالمية الأولى، تم شحن آلاف البيرشيرون من فرنسا إلى الولايات المتحدة، ولكن بعد بدء الحرب، أوقف العقوبات الاقتصادية عملية الشحن. تم استخدام السلالة على نطاق واسع في أوروبا خلال الحرب، حيث تم شحن بعض الخيول من الولايات المتحدة إلى فرنسا للمساعدة في المجهود الحربي. ابتداءً من عام 1918، بدأت تربية البيرشيرون في بريطانيا، وفي عام 1918 تم تشكيل جمعية (Percheron Horse) البريطانية. تم إنشاء سجل البيرشيرون الحالي في الولايات المتحدة في عام 1934. في الثلاثينيات من القرن الماضي، كان بيرشيرون يمثل 70 في المائة من سكان خيول الجر في الولايات المتحدة، لكن عددها انخفض بشكل كبير بعد الحرب العالمية الثانية. اعتبارًا من عام 2009، تم تسجيل حوالي 2500 حصان سنويًا في الولايات المتحدة وحدها. لا تزال السلالة تُستخدم على نطاق واسع في الأعمال، وفي فرنسا يتم استخدامها للطعام. لقد تم تهجينها مع العديد من سلالات الخيول الخفيفة لإنتاج خيول للعمل والمنافسة. تُستخدم البيرشيرون الأصيلة في أعمال الغابات وسحب العربات، بالإضافة إلى العمل تحت السرج، بما في ذلك المنافسة في تخصصات ركوب الخيل الإنجليزية مثل قفز الحواجز.

## المميزات

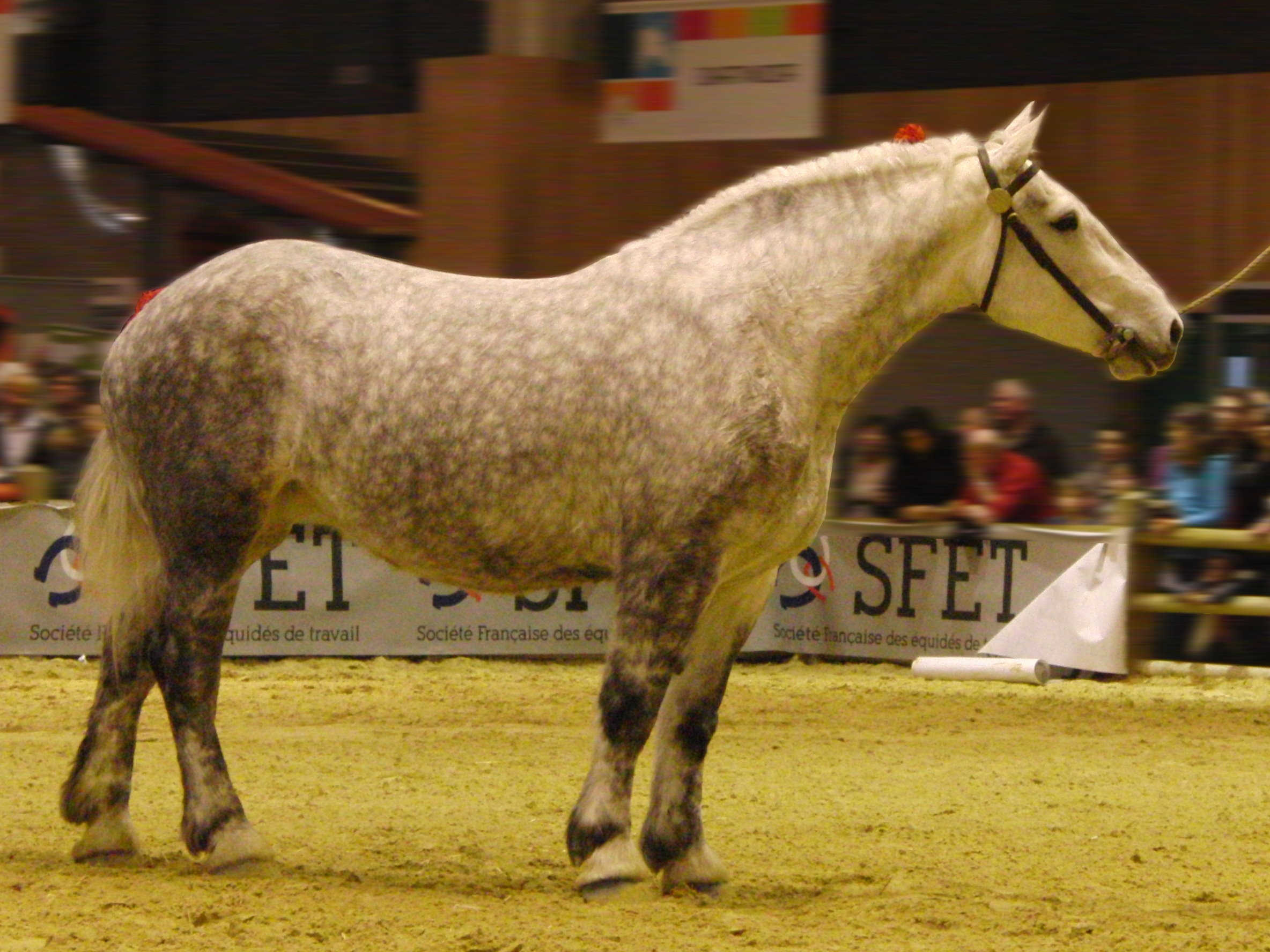
بيرشيرون رمادي

يختلف الحجم الذي يعتبر مثاليًا لبيرشيرون بين البلدان. في فرنسا، يتراوح الارتفاع من 155 إلى 185 سم، والوزن من 500 إلى 1,200 كيلوغرام (1,100 إلى 2,600 رطل). في الولايات المتحدة يتراوح بشكل عام بين 168 و 180 سم، ويبلغ متوسط وزنه 1900 رطل (860 كلغ)، ووزنه الأعلى حوالي 2600 رطل (1200 كلغ). في بريطانيا، يتراوح يصل علوه إلى 168 سم، وهو أقصر ارتفاع مقبول للفحول، و 165 سم للأفراس، بينما تتراوح الأوزان من 2000 إلى 2200 رطل (910-1000 كجم) للفحول و 1800-2000 رطل (820-910 كجم) للأفراس. عادة ما تكون رمادية أو سوداء اللون، على الرغم من أن السجل الأمريكي يسمح أيضًا بتسجيل خيول الروان والخليج والكستناء.  يمكن تسجيل الخيول الرمادية أو السوداء فقط في فرنسا وبريطانيا. العديد من الخيول لها علامات بيضاء على الرأس والرّجل، لكن السجلات تعتبر اللون الأبيض المفرط غير مرغوب فيه.

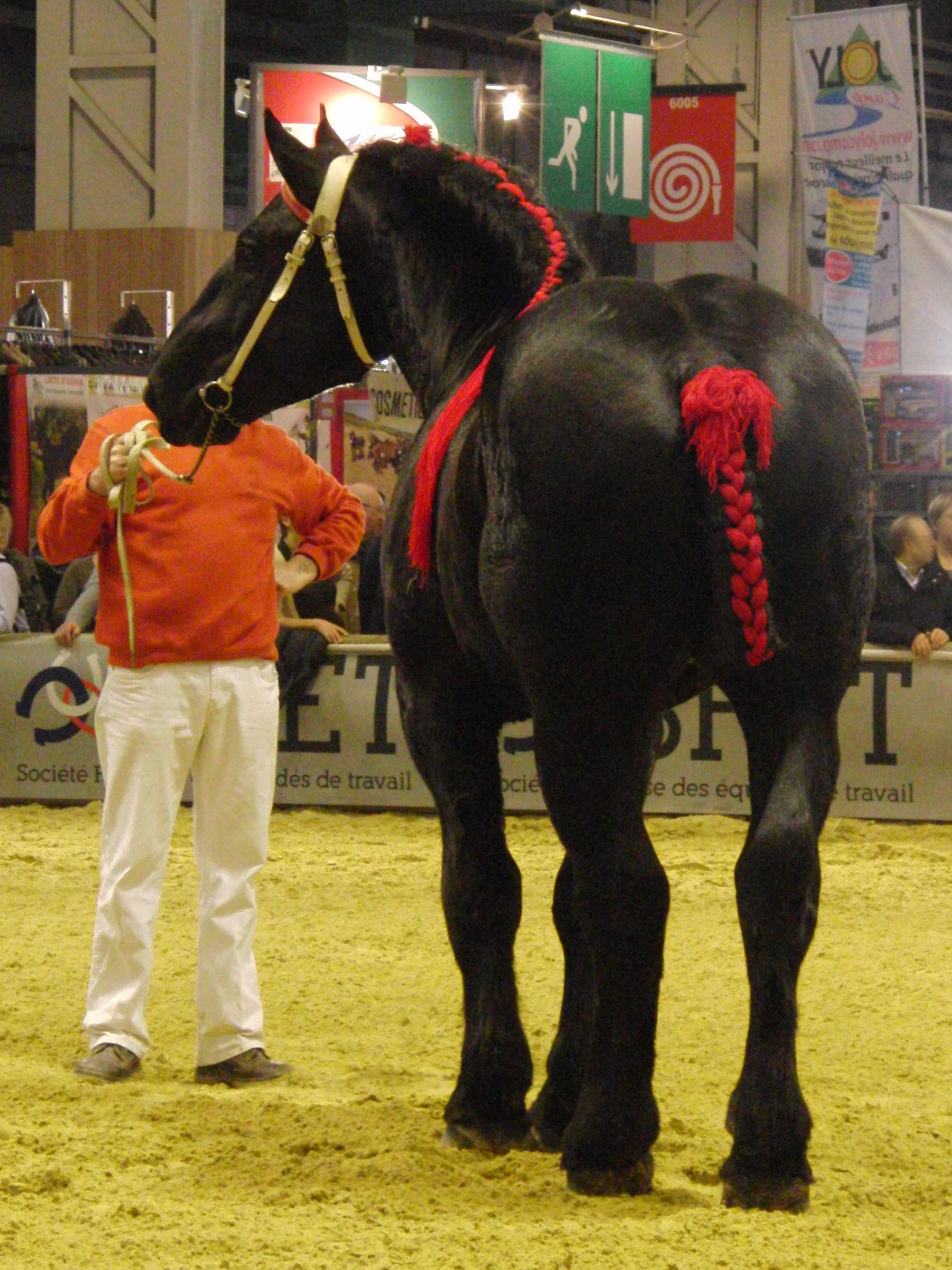
بيرشيرون أسود

شكل رأسه مستقيم، وجبهة عريضة وعينان كبيرتان وأذنان صغيرتان. الصدر عميق وواسع والخناق طويل ومستوى. القدمان والساقان شديدة العضلات. إن الانطباع العام عن بيرشيرون هو انطباع القوة والصلابة. يعتبر أفراد السلالة. في القرن التاسع عشر، كان من المعروف أنه يمشي 60 كيلومتر (37 ميل) في اليوم.

## التاريخ
نشأت سلالة البيرشيرون في وادي نهر هويسن (Huisne) في فرنسا، والتي نشأت في أورن، وهي جزء من مقاطعة بيرش السابقة، والتي استمدت منها السلالة اسمها. تم طرح العديد من النظريات المتعلقة بأصل السلالة، على الرغم من أن أصولها الدقيقة غير معروفة. قد تكون أفراس أحد مصادر سلالات الدم الأساسية قد أسرها كلوفيس الأول من بريطون في وقت ما بعد 496 بعد الميلاد. قد تكون فحول الفرسان الأندلسية الأخرى التي جلبها الفاتحون المسلمون من إسبانيا في القرن الثامن. هُزم الموريون في معركة بلاط الشهداء عام 732 بعد الميلاد، وربما تم أخذ بعض خيولهم من قبل المحاربين من بيرشي. تفترض نظرية أخيرة أن سلالة بيرشيرون وبولونيه مرتبطان ارتباطًا وثيقًا، وأن بولونيه قد أثر على بيرشيرون عندما تم إحضارهما إلى بروتاني كتعزيزات لجحافل قيصر. من المعروف أنه خلال القرن الثامن، تم عبور الفحول الأندلسية مع الأفراس الأصلية في المنطقة وتم إدخال المزيد من دم الخيول الشرقية من قبل الكونت دو بيرش عند عودته من الحروب الصليبية والبعثات إلى الأراضي التي تطالب بها إسبانيا. تمت إضافة المزيد من الدم من السلالات الإسبانية عندما استورد روترو الثالث خيولًا من قشتالة.  بغض النظر عن نظرية الأصل، يتفق مؤرخو السلالات على أن التضاريس والمناخ في منطقة بيرش كان لهما التأثير الأكبر على تطور السلالة.
خلال القرن السابع عشر، كانت أسلاف خيول بيرشيرون أصغر حجمًا، حيث كانت تتراوح بين 152 و 163 سم، وكانت أكثر رشاقة.  كانت هذه الخيول رمادية اللون تقريبًا. تُظهر اللوحات والرسومات من العصور الوسطى عمومًا فرسان فرنسيين على خيول من هذا اللون. كانت الخيول الرمادية مفضلة لأن لونها الفاتح كان أكثر وضوحًا في الليل. أُطلق على هذا النوع الجديد من الخيول اسم «الحصان المجتهد»، لأن مدربي المرحلة التي يسحبونها أطلقوا عليها اسم «الاجتهاد». 

### القرن ال 19

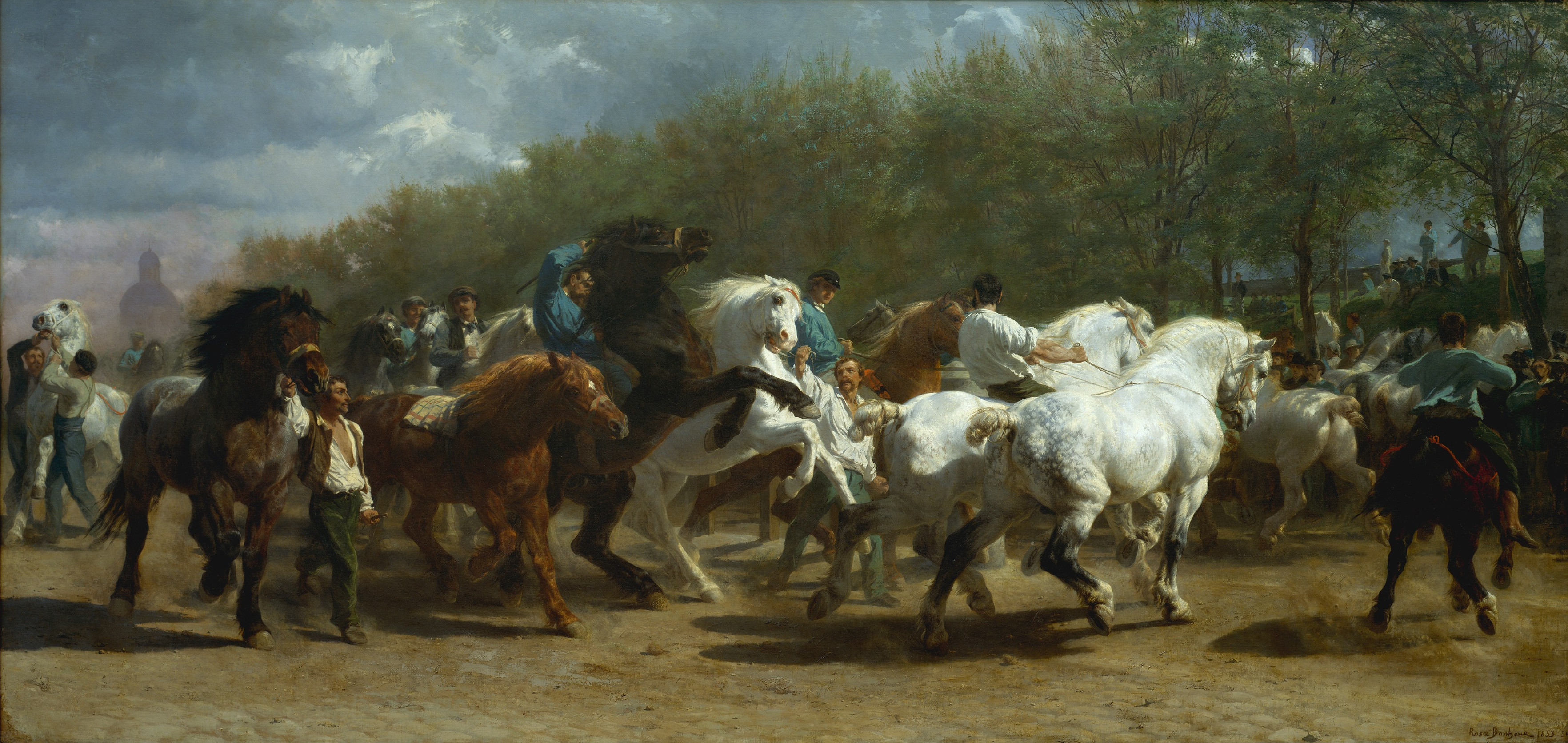
لوحة روسا بونهور خلال منتصف القرن التاسع عشر، تُصوّر معرض خيول فرنسي يضم خيول بيرشيرون

تم توفير الفحول العربية لمربي بيرشيرون لاستخدامها في تربية الخيول العسكرية، بدءًا من عام 1760 في المربط الملكي في لو بين (Le Pin).  بين عامي 1789 وأوائل القرن التاسع عشر، كان البيرشيرون في خطر الانقراض حيث تم قمع تربية الخيول خلال الثورة الفرنسية وما بعدها. في عام 1893، تم إنشاء أول سجل لسلالات بيرشيرون في فرنسا. بحلول عام 1910، ارتفعت السجلات الفرنسية إلى ما يقرب من 32.000 حصان. بين عامي 1880 و 1920، قام مربو بيرشيرون في فرنسا بتصدير الخيول إلى جميع أنحاء العالم، بما في ذلك جنوب أفريقيا وأمريكا الجنوبية وأستراليا وأمريكا الشمالية.

#### في الولايات المتحدة وبريطانيا
تم استيراد البيرشيرون لأول مرة إلى الولايات المتحدة في عام 1839، على الرغم من أن واحدًا فقط من الخيول الأربعة الأولى نجا من رحلة المحيط. على الرغم من أن عمليات الاستيراد الأولى للبيرشيرون كانت أقل نجاحًا، إلا أن الفحل المتبقي، المسمى (Diligence)، كان له الفضل في إنجاب ما يقرب من 400 مهر. في عام 1851، تم استيراد ثلاثة فحول، كان لكل منهم تأثير كبير على مخزون خيول الجر الأمريكية. في منتصف القرن التاسع عشر في الولايات المتحدة، تم تهجين فحول بيرشيرون مع الأفراس المحلية لتحسين المخزون المحلي، مما أدى إلى تهجين آلاف الخيول.  بعد الحرب الأهلية الأمريكية في ستينيات القرن التاسع عشر، خفضت عدد الخيول بشكل كبير، كانت هناك حاجة كبيرة لخيول الجر الكبيرة، خاصة في المدن النامية وفي الغرب المتوسع. تم استيراد أعداد كبيرة من البيرشيرون إلى الولايات المتحدة بدءًا من أوائل سبعينيات القرن التاسع عشر، وأصبحت مشهورة لدى مربي الخيول وأصحابها.  في ثمانينيات القرن التاسع عشر، تم تصدير ما يقرب من 7500 حصان إلى الولايات المتحدة. استمر هذا الاستيراد الواسع حتى عام 1893، عندما عانت الولايات المتحدة من ذعر مالي، ولم تحدث أي واردات من بيرشيرون تقريبًا بين عامي 1894 و 1898. بالإضافة إلى ذلك، فُقدت العديد من الخيول الموجودة لأن الناس كانوا فقراء للغاية لشراء أو رعاية خيول الجر الكبيرة. في عام 1898، بدأت عمليات الاستيراد مرة أخرى بشكل مفاجئ كما توقفت، حيث تم استيراد ما متوسطه 700 حصان سنويًا بين عامي 1898 و 1905. في عام 1906 وحده، تم استيراد أكثر من 13.000 حصان إلى الولايات المتحدة من فرنسا. في السيرك المتجول الأمريكي في أواخر القرن التاسع عشر وأوائل القرن العشرين، كان بيرشيرون هو حصان الجر الأكثر مشاهدة.
في عام 1876، تم تشكيل جمعية نورمان بيرشيرون من قبل مجموعة من مربي بيرشيرون في شيكاغو. كانت جمعية نورمان بيرشيرون أول جمعية للماشية الأصيلة في الولايات المتحدة. في عام 1877، تم حذف كلمة «نورمان» من الاسم. في وقت لاحق، خلال ذعر عام 1893، أفلست جمعية بيرشيرون وتوقفت عن العمل.  في عام 1905، في شيكاغو أيضًا، اجتمع مربي بيرشيرون مرة أخرى لإصلاح جمعية بيرشيرون الأمريكية. منذ عام 1934، عُرفت المجموعة باسم جمعية حصان بيرشيرون الأمريكية (Percheron Horse Association). في أوجها، كانت تعتبرأكبر جمعية لخيول الجر في العالم، في أوائل القرن العشرين سجلت أكثر من 10.000 حصان سنويًا. 
في أواخر القرن التاسع عشر، بدأ تصدير البيرشيرون أيضًا من الولايات المتحدة إلى بريطانيا، حيث تم استخدامه لجر الحافلات في المدن الكبيرة. تضمنت أوائل أنواع البيرشيرون التي تم استيرادها إلى بريطانيا بعضًا من آلاف السلالات المهجنة من الولايات المتحدة. في بريطانيا، تم بيع العديد من الخيول للمزارعين، بمجرد انتهائها من جر الحافلات. تم بيع خيول أخرى مستوردة للجيش البريطاني. وفي عام 1900، تم شحن 325 حصانًا إلى جنوب إفريقيا لاستخدامها في حرب البوير الثانية.

### القرنين العشرين والحادي والعشرين
في عام 1911، قيدت الجمعية الفرنسية تسجيل الخيول مع تسجيل كلا الوالدين بالفعل لدى الجمعية. في أوائل القرن العشرين، كان البيرشيرون أحد سلالات الخيول الأربعة الرئيسية، مع البلجيكي، وخيول كلايدزديل، وشاير. يمكن للمربين بيع خيولهم مقابل مبالغ كبيرة من المال، خاصة في الولايات المتحدة وكندا.

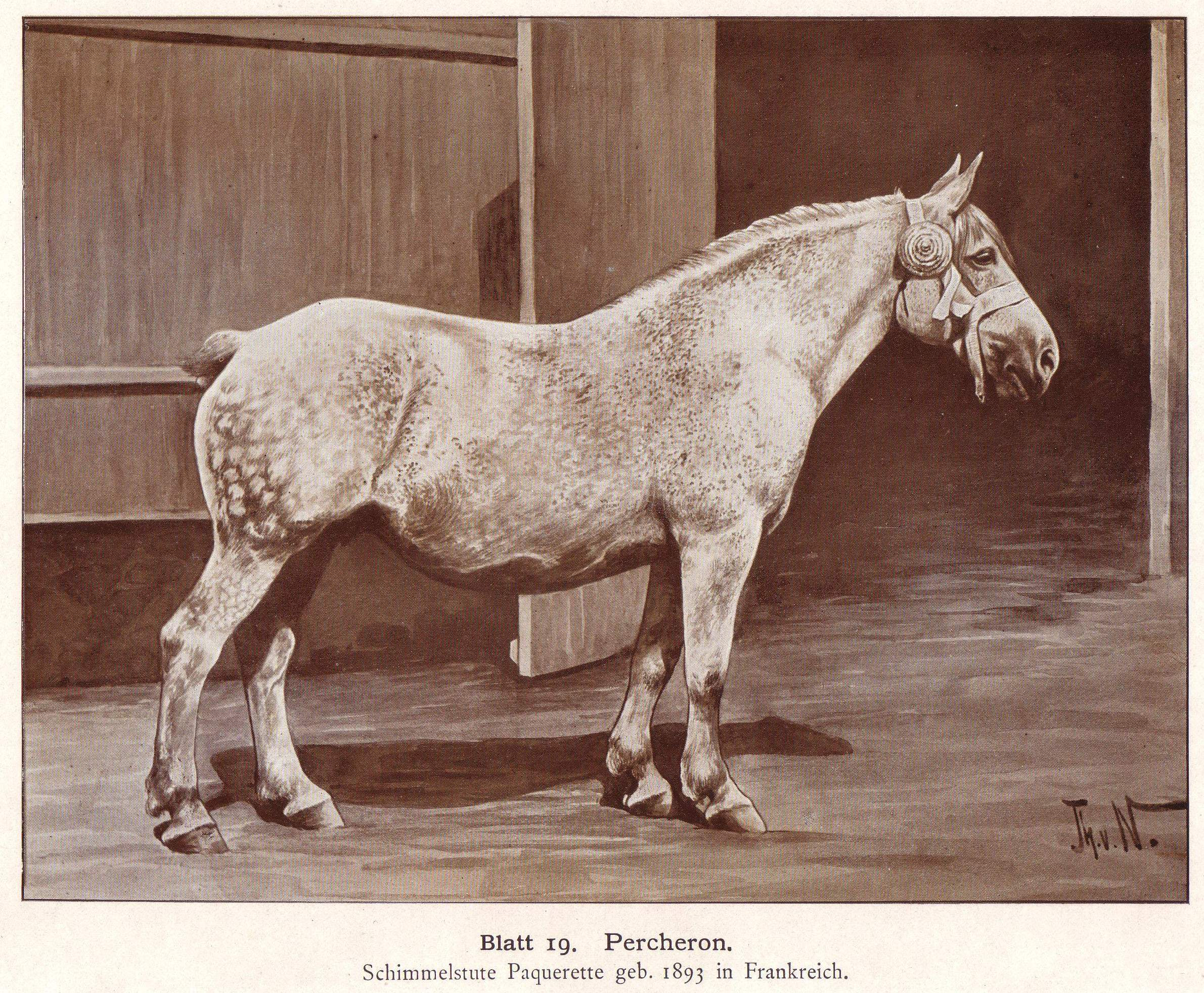
رسم لبيرشيرون سنة 1904

قبل الحرب العالمية الأولى، كان هناك طريق تجاري مزدهر لبيرشيرون بين نوجينت لو روترو ولو هافر والولايات المتحدة. ومع ذلك، بعد بدء الحرب، تم فرض حظر على البيرشيرون الفرنسية، ومنعهم من التصدير. بخلاف استثناء في أبريل 1916 للسماح بشحن 59 حصانًا من فرنسا إلى الولايات المتحدة، ظل هذا الحظر ساريًا حتى نهاية الحرب. أثرت الحرب على سلالة بيرشيرون حيث تم الاستيلاء على الخيول والأعلاف والمعالجات للقتال، وحتى بعد رفع الحظر، لم يكن لدى فرنسا نوعية أو كمية من المخزون لتلبية احتياجات المربين الأمريكيين. أحدث الحظر طفرة في التكاثر في الولايات المتحدة، ليحل محل الممارسة السابقة المتمثلة في استيراد غالبية البيرشيرون من فرنسا، وفي وقت متأخر من الحرب تم شحن خيول بالاتجاه الآخر - من الولايات المتحدة إلى أوروبا - لتزويد أولئك الذين يحتاجون إليها في الحرب.
بين عامي 1918 و 1922، تم استيراد أكثر من 350 بيرشيرون إلى بريطانيا من فرنسا. في عام 1918، تم تشكيل جمعية حصان بيرشيرون البريطانية. يواصل المربون والملاك البريطانيون استيراد البيرشيرون من فرنسا، وكذلك أحيانًا من كندا، عندما لا تكون باهظة الثمن. 
بحلول الثلاثينيات من القرن الماضي، كان بيرشيرون يمثل أكثر من 70 في المائة من خيول الجر الأصيلة في الولايات المتحدة، واحتفظت جميع جامعات منح الأراضي الكبرى بإسطبلات بيرشيرون.  وجد إحصاء عام 1930 للخيول أكثر من 33.000 بيرشيرون في الولايات المتحدة، مع السلالة التالية الأكثر شعبية، البلجيكية، التي يبلغ عددها أقل من 10.000. يعزو أحد مؤرخي بيرشيرون هذه الشعبية إلى «قوة السلالة وطاقتها ونشاطها وقوتها وتحملها». بعد الحرب العالمية الثانية، أدت استعمال الآلاتالمتزايد إلى انخفاض عدد البيرشيرون.  في عام 1954، تم تسجيل 85 بيرشيرون فقط في الولايات المتحدة، وهو رقم قياسي منخفض. كانت فترة الخمسينيات والستينيات وأوائل السبعينيات من القرن الماضي سنوات سيئة بالنسبة للبيرشيرون في الولايات المتحدة. بينما شهدت الثمانينيات اهتمامًا متجددًا بالسلالة.

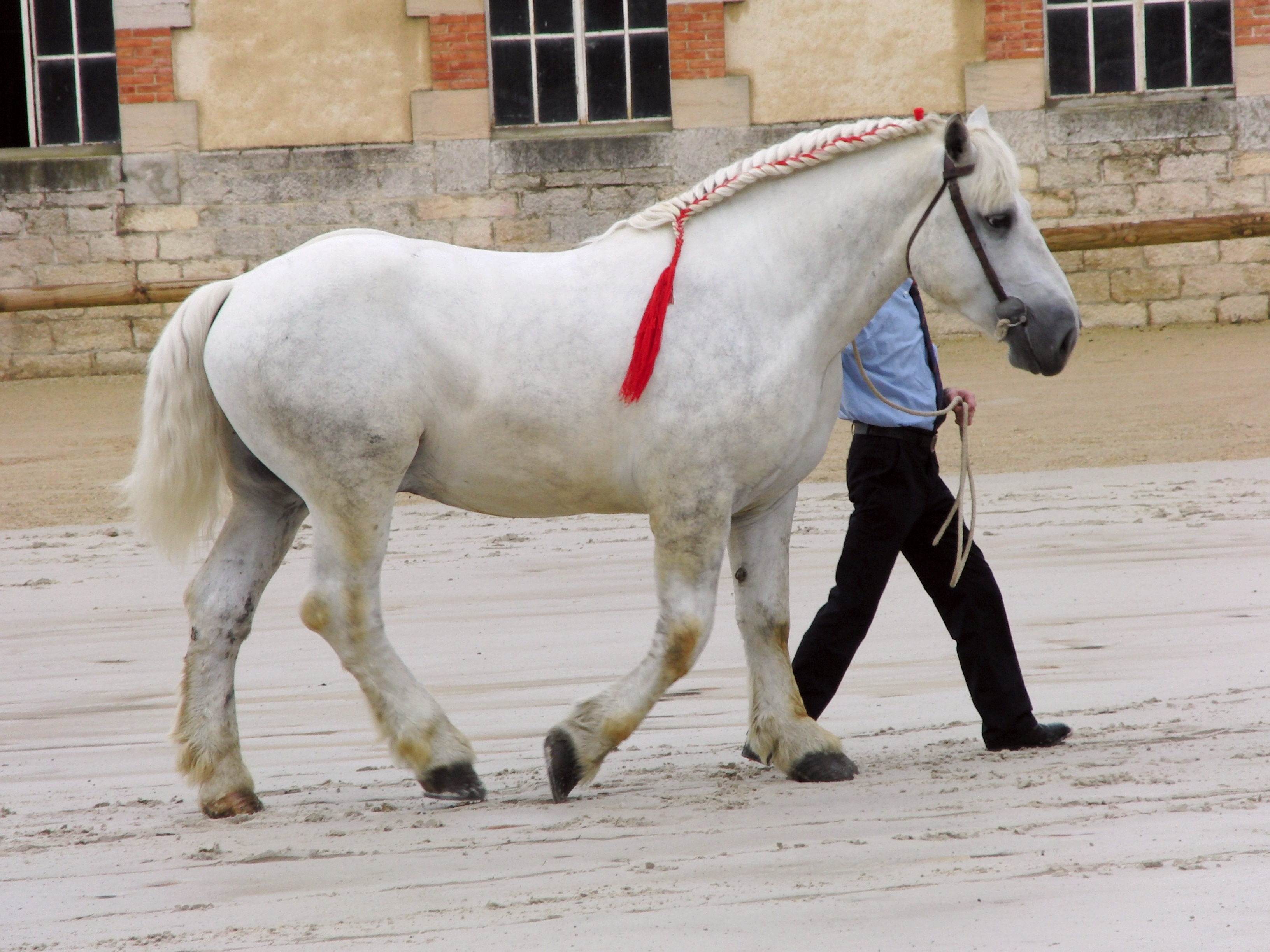

في عام 1966، تم تغيير سجل سلالات الخيول الفرنسية لتشمل أنواع من مناطق أخرى من فرنسا والتي كانت مرتبطة ارتباطًا وثيقًا ببيرشيرون. وبين عامي 1970 و 1990 تم التركيز على تربية الخيول ذات الكتلة الأكبر لسوق اللحوم. تم اختيار أكبر وأثقل الفحول للتربية. ابتداءً من مؤتمر بيرشيرون العالمي لعام 1989، أدرك المربون الفرنسيون أنهم بحاجة إلى سلالة أخف من أجل السياحة، والتصدير إلى اليابان للعمل، والأسواق الأخرى. في عام 1993، بدأ اتجاه استيراد الفحول الأمريكية إلى فرنسا مع الفحل الأسود (Silver Shadows Sheik). تم استخدام هذا الفحل وغيره لخلق مظهر أكثر أناقة وأصغر وأكثر أناقة في البيرشيرون الفرنسي، مع الاحتفاظ بهيكل العظام والقدم التقليدي. كانت جميع الفحول المستوردة من السود، مما أعاد إحياء شعبية بيرشيرون السود في فرنسا. يواصل المربون الفرنسيون استيراد فحول بيرشيرون المرباة في أمريكا من أجل إنتاج مهور أخف، مبتعدة عن الخيول الأثقل نوعًا من اللحوم في أواخر القرن العشرين. في عام 1993 أيضًا، توقعت جمعية بيرشيرون للفروسية زيادة أسواق السياحة والتصدير من خلال حظر الالتحام والذي لم يكن محظورًا على سلالات الجر الأخرى حتى عام 1996.. وكان هذا جزئيًا بناءً على طلب الألمان، وجزئيًا بسبب تأثير المجلات مثل مجلة (Cheval).
في عام 1988، كان هناك 1088 بيرشيرون في الولايات المتحدة، وارتفع إلى 2257 بحلول عام 1998.  اعتبارًا من عام 2009، كان لدى جمعية حصان بيرشيرون الأمريكية خيول مسجلة في جميع الولايات الخمسين وكان لديها ما يقرب من 3000 عضو، مع تسجيل حوالي 2500 حصان جديد سنويًا. سجلت جمعية حصان بيرشيرون بفرنسا ما بين 750 و 885 حصانًا في كل عام بين عامي 2007 و 2010. اعتبارًا من عام 2012، اعتبرت منظمة المحافظة الأمريكية لسلالات الماشية أن البيرشيرون «يتعافى»، مما يعني أن السلالة قد تجاوزت الأعداد المطلوبة لتكون في إحدى فئات «المراقبة»، ولكنها لا تزال بحاجة إلى المراقبة.

### أوجيرون
تم تطوير أوجيرون (Augeron)، المعروف أيضًا باسم (Caen) أو (Virois)، من البيرشيرون خلال القرن التاسع عشر،  وتم دمجه مرة أخرى في البيرشيرون في الستينيات. تم تربيته بشكل أساسي في منطقة (Pays d'Auge).تمت مناقشة حالة النوع الفرعي مرارًا وتكرارًا بسبب أصله من البيرشيرون المُربّى في (Pays d'Auge)، وهي مجموعة تكاثر تم تعديلها من معيار السلالة الأصلي بسبب تأثير التربة والمناخ على مر السنين، مما أدى إلى إنشاء نوع الأوجيرون. الأوجيرون لونها رمادي فاتح، وطويلة، وقوية. يبلغ ارتفاعها 158-170 سم، ولكن من المعروف أن تلك الخيول التي تمت تربيتها في فير (Vire) أصغر من المعتاد.

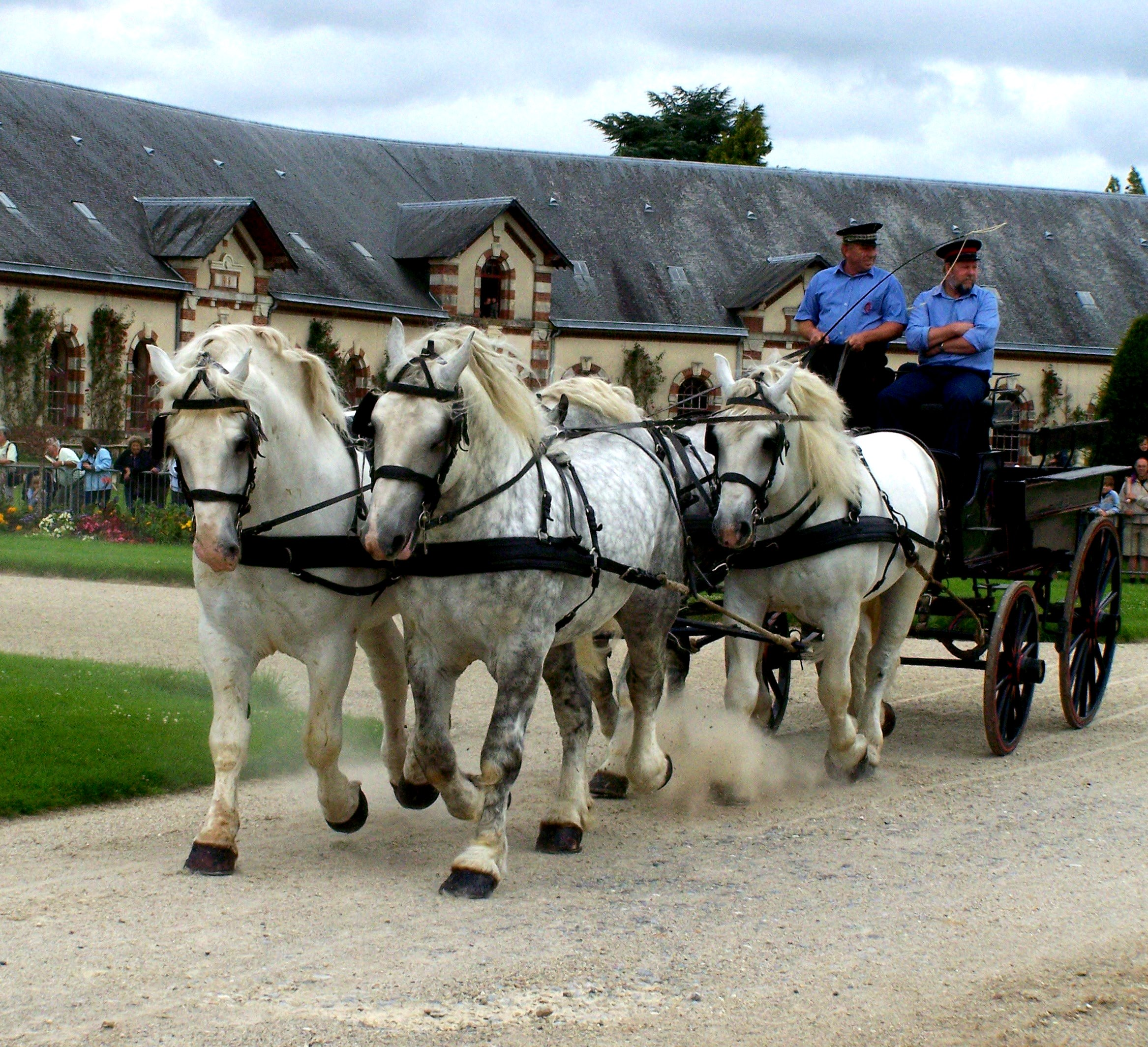

في القرن التاسع عشر، تجاهل المؤلفون وجود نوع الأوجيرون، على الرغم من شعبيتها. في باريس، تم تسميتها (Caen) و (Virois)، بعد منطقتهم الأصلية،  في القرن التاسع عشر، تم بيع هذه الخيول في معارض في بايو في باس نورماندي. وقد لوحظت عدة مرات بسبب تجانسها وجمالها، وقيمتها العالية. في عام 1858، بيعت الأوجيرون مقابل ما بين 600 و 1200 فرنكا.

## الاستخدامات

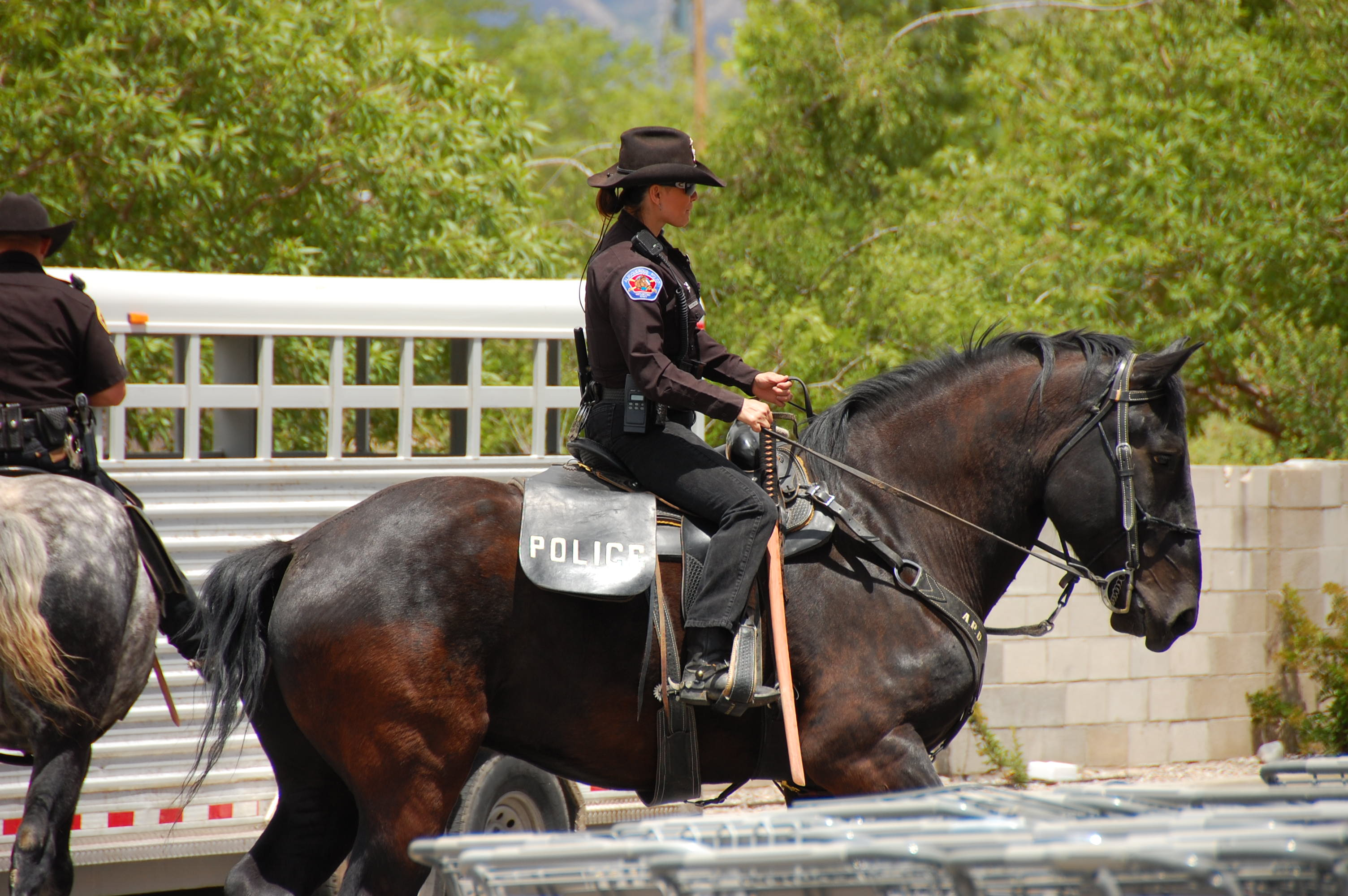
السلالة تستخدم في بعض الأحيان تحت السرج.

يعتبر البيرشيرون أكثر سلالات الجر الفرنسية شهرة في العالم اليوم. تم استخدامها لتحسين كل من خيول (Ardennes) و (Vladimir Heavy Draft)، ولإنشاء السلالة الإسبانية النورماندية، وهي سلالة مهجنة من الخيل الأندلسية والبيرشيرون. بحلول نهاية القرن التاسع عشر، كان البيرشيرون يشكل غالبية خيول القيادة في باريس. لا يزال البيرشيرون يستخدم على نطاق واسع في أعمال الجر، ومثل سلالات الجر الأخرى، فإنه يستخدم أيضًا في فرنسا لإنتاج اللحوم.  في جميع أنحاء العالم، تستخدم البيرشيرون في المزلجة، وكذلك في عربات الجر في المدن الكبيرة.  تم العثور على أكبر فريق عمل من البيرشيرون في أوروبا في باريس ديزني لاند، حيث تشكل السلالة 30 في المائة من الخيول في الحديقة.
في بريطانيا، يتم استخدام البيرشيرون في الدعاية والإعلان، وكذلك في أعمال الغابات والمزرعة.  وقد أثبت قدرته في قفز الحواجز.  كما تم استخدام البيرشيرون الهجين بنجاح في الترويض. في كل من جزر فوكلاند وشمال أستراليا، تم عبور البيرشيرون مع الأفراس المحلية، لإنتاج خيول مع قدرة أكبر على التحمل. تستخدم هذه الخيول المهجنة على نطاق واسع في كل من المناخ شبه القطبي في جزر فوكلاند والمناخ شبه الاستوائي في أستراليا للعمل. في أستراليا، يتم عبورها أيضًا مع خيول ثوروبريد لاستخدامها كخيول للشرطة.
في عام 1978، عُقد أول مؤتمر عالمي للبيرشيرون في بريطانيا، وعُقد سنويًا منذ ذلك الحين. على الرغم من أن غالبية العروض أقيمت في أمريكا الشمالية، إلا أن أربعة عروض - في أعوام 1980 و 1989 و 2001 و 2011 - تم عقدها في فرنسا.  في كل عام، في شهر يوليو، يقام عرض السلالات الوطنية الفرنسية في (Haras du Pin).